# Momoko Kōchi
Momoko Kōchi (河内 桃子, Kōchi Momoko) (7 de março de 1932 — 5 de novembro de 1998) foi uma atriz japonesa.

## Filmografia parcial
- 1954: Gojira
- 1955: Jūjin Yuki Otoko
- 1957: Chikyū Bōeigun
- 1995: Gojira vs. Destoroyah